# 小艾伯特实验
小艾伯特实验（英語：Little Albert experiment）是一个显示婴儿经典条件反射的实验。这项研究也是一个刺激泛化的例子。它是在1920年由美國心理學家约翰·布罗德斯·华生及其助手罗莎莉·雷纳在美國约翰霍普金斯大学进行。该实验很著名，也很有争议。
约翰·布罗德斯·华生在野外观察儿童后，有兴趣寻求对他儿童反应观念的支持，此外，他推断这种恐惧是天生的，或由于非条件反应。他认为，根据经典条件反射原理，他可以使婴儿恐惧一个一般婴儿不会害怕的东西。

## 实验过程和结果
约翰·华生和罗莎莉·雷纳从一所医院挑选了9个月大的艾伯特进行这项研究。艾伯特的母亲是哈里特巷（Harriet Lane Home）残疾儿童的奶妈，艾伯特是华生和雷纳进行实验的巴尔的摩约翰霍普金斯大学之斐马克诊所一名雇员的儿子。在实验开始之前，小艾伯特接受了一系列基础情感测试：让他首次短暂地接触以下物品：白鼠、兔子、狗、猴子、有头发和无头发的面具、棉絮、焚烧的报纸等。结果发现，在此起点，小艾伯特对这些物品均不感到恐惧。
大约两个月后，当小艾伯特刚超过11个月大，华生和他的同事开始进行实验。第一步，把艾伯特放在房间中间桌上的床垫上。实验室白鼠放在靠近艾伯特处，允许他玩弄牠。这时，儿童对白鼠并不恐惧。当白鼠在他周围游荡，他开始伸手触摸牠。第二步，当艾伯特触摸白鼠时，华生和雷纳就在艾伯特身后用铁锤敲击悬挂的铁棒，制造出刺耳的声音。小艾伯特听到巨大声响后便大哭起来，表现出恐惧。该过程重复数次。第三步，把白鼠放在艾伯特面前，没有声音刺激。艾伯特对白鼠出现在房间裏感到非常痛苦，哭着转身背向白鼠，试图离开。显然，这名男婴已经将白鼠（原先的中性刺激，现在的条件刺激）与巨响（非条件刺激）建立了联系，并产生了恐惧或哭泣的情绪反应（原先对巨响的无条件反射，现在对白鼠的条件反射）。
这个实验导致以下一系列的后果：
- 巨响（非条件刺激）出现，引起恐惧（无条件反射）。
- 白鼠（中性刺激）与巨响（非条件刺激）同时出现，引起恐惧（无条件反射）。
- 白鼠（条件刺激）出现，引起恐惧（条件反射）。在这里，学习发生了。

而且，这种恐惧对其他相似的东西也有效。在实验的17天后，当华生将一只（非白色的）兔子带到房间，艾伯特也变得不安。对于毛茸茸的狗、海豹皮大衣，甚至华生戴上有白色棉花胡须的圣诞老人面具出现在他面前，他都显示出相同的反应，不过艾伯特并不是單純惧怕一切有毛发的东西。

## 争议

### 準確性
根據录像显示，阿爾伯特有痴呆和发育残疾的迹象，這有可能影响实验的结果，因此该实验结论的可靠性和准确性仍有争议。

### 實驗倫理
该实验完成后，約翰·華生并未去除阿爾伯特的条件反射，導致阿爾伯特的心理受到扭曲，此後看到相同類型的物品時仍會表現出恐懼，被后来的科學界认为违反学术道德。
2009年，Beck、Levinson和Irons想调查该实验对阿爾伯特后来的生活的影响，但他们发现該嬰兒在3歲時因不明原因（可能為腦膜炎）得了腦水腫，並於1925年5月10日逝世，得年6歲，因此该实验对其后来的发育的影响无从知晓。

### 引用

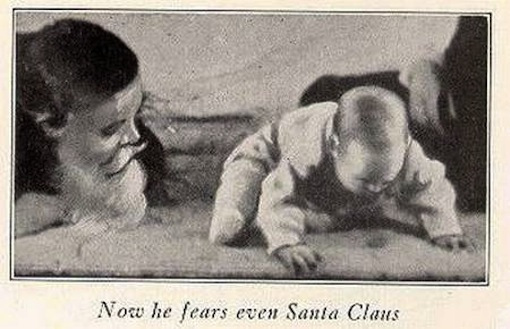
实验的一张照片，左边是打扮成圣诞老人的实验员，右边是小艾伯特。下面一行字的意思是“现在他连圣诞老人都害怕”

1. ↑  Gary Irons, et al. "Little Albert: A Neurologically Impaired Child." History Of Psychology 15.4 (2012): 302-327. PsycINFO. Web. 20 May 2013.
2. ↑  Harris, B. (1979). Whatever happened to Little Albert?. American Psychologists, 34, 151-160.
3. ↑  Beck, H. P., Levinson, S., & Irons, G. (2009) Finding Little Albert: A journey to John B. Watson's infant laboratory. American Psychologist, 64, 605-614. doi:10.1037/a0017234